# Chicle de menta
«Chicle de menta» es una canción y el segundo sencillo del disco debut de la banda electropop mexicana María Daniela y su Sonido Lasser. Salió en el año del 2006 por su discográfica Nuevos Ricos. Esta canción a pesar de haber tener buena recepción no tuvo el éxito deseado como el anterior sencillo 'Miedo'.

## Lista de canciones

### Sencillo - CD[5]
| Chicle de menta — Single |                   |          |  |
| N.º                      | Título            | Duración |  |
| 1.                       | «Chicle de menta» | 3:05     |  |

## Listas musicales
| Lista (2006)            | Puesto |
| ----------------------- | ------ |
| México (Los 40)         | 16     |
| Paraguay (Radio Latina) | 14     |